# Appenhain
Appenhain ist ein Ortsteil der Gemeinde Gilserberg im nordhessischen Schwalm-Eder-Kreis. Der Ortsteil hat weniger als 60 Einwohner.

## Geographische Lage
Appenhain liegt im Südosten der Gemeinde. In Ortsnähe fließt die Hardwasser. Durch das Dorf führt  die Kreisstraße 99, welche die Nachbarorte Sachsenhausen und Itzenhain verbindet.

## Geschichte
Im Jahr 1196 wurde Appenhain soweit bekannt erstmals in einer Urkunde des Klosters Spieskappel als Eppenhagen erwähnt.
Wichtig für den Ort war lange der Mühlenbetrieb, der im 20. Jahrhundert schließlich aufgegeben wurde. Auch die ehemals prägende Landwirtschaft wird heute kaum mehr betrieben.
Im Zuge der Gebietsreform in Hessen wurde die bis dahin selbständige Gemeinde Gilserberg zum 1. April 1972 auf freiwilliger Basis nach Gilserberg eingemeindet, welches seit dem 1. Januar 1974 zum neu gebildeten Schwalm-Eder-Kreis gehört. Für alle nach Gilserberg eingegliederten ehemals eigenständigen Gemeinden wurden Ortsbezirke mit Ortsbeirat und Ortsvorsteher nach der Hessischen Gemeindeordnung gebildet.

## Bevölkerung
Einwohnerstruktur 2011
Nach den Erhebungen des Zensus 2011 lebten am Stichtag, dem 9. Mai 2011, in Appenhain 60 Einwohner. Darunter waren keine Ausländer.
Nach dem Lebensalter waren 12 Einwohner unter 18 Jahren, 18 zwischen 18 und 49, 15 zwischen 50 und 64 und 12 Einwohner waren älter.
Die Einwohner lebten in 24 Haushalten. Davon waren 3 Singlehaushalte, 6 Paare ohne Kinder und 9 Paare mit Kindern, sowie 3 Alleinerziehende und keine Wohngemeinschaften. In 3 Haushalten lebten ausschließlich Senioren und in 15 Haushaltungen lebten keine Senioren.
Einwohnerentwicklung
| Quelle: Historisches Ortslexikon |                                               |
| • 1557:                          | 4 Hausgesesse                                 |
| • 1585:                          | 7 Hausgesesse                                 |
| • 1639:                          | 4 Hausgesesse                                 |
| • 1681:                          | 5 Hausgesesse, ein Ausschuss, ein Junggeselle |
| • 1743:                          | 7 Hofreiten, 44 Einwohner                     |

| Appenhain: Einwohnerzahlen von 1834 bis 2016 | Appenhain: Einwohnerzahlen von 1834 bis 2016 | Appenhain: Einwohnerzahlen von 1834 bis 2016 | Appenhain: Einwohnerzahlen von 1834 bis 2016 | Appenhain: Einwohnerzahlen von 1834 bis 2016 |
| --- | -------------------------------------------- | -------------------------------------------- | -------------------------------------------- | -------------------------------------------- |
| Jahr |                                              |                                              |                                              | Einwohner                                    |
| 1834 | 1834                                         |                                              | 80                                           | 80                                           |
| 1840 | 1840                                         |                                              | 78                                           | 78                                           |
| 1846 | 1846                                         |                                              | 74                                           | 74                                           |
| 1852 | 1852                                         |                                              | 71                                           | 71                                           |
| 1858 | 1858                                         |                                              | 68                                           | 68                                           |
| 1864 | 1864                                         |                                              | 65                                           | 65                                           |
| 1871 | 1871                                         |                                              | 61                                           | 61                                           |
| 1875 | 1875                                         |                                              | 63                                           | 63                                           |
| 1885 | 1885                                         |                                              | 61                                           | 61                                           |
| 1895 | 1895                                         |                                              | 48                                           | 48                                           |
| 1905 | 1905                                         |                                              | 44                                           | 44                                           |
| 1910 | 1910                                         |                                              | 49                                           | 49                                           |
| 1925 | 1925                                         |                                              | 46                                           | 46                                           |
| 1939 | 1939                                         |                                              | 36                                           | 36                                           |
| 1946 | 1946                                         |                                              | 62                                           | 62                                           |
| 1950 | 1950                                         |                                              | 55                                           | 55                                           |
| 1956 | 1956                                         |                                              | 43                                           | 43                                           |
| 1961 | 1961                                         |                                              | 29                                           | 29                                           |
| 1967 | 1967                                         |                                              | 41                                           | 41                                           |
| 1980 | 1980                                         |                                              | ?                                            | ?                                            |
| 1990 | 1990                                         |                                              | ?                                            | ?                                            |
| 2000 | 2000                                         |                                              | ?                                            | ?                                            |
| 2011 | 2011                                         |                                              | 60                                           | 60                                           |
| 2016 | 2016                                         |                                              | 58                                           | 58                                           |
| Datenquelle: Historisches Gemeindeverzeichnis für Hessen: Die Bevölkerung der Gemeinden 1834 bis 1967. Wiesbaden: Hessisches Statistisches Landesamt, 1968. Weitere Quellen: LAGIS; Gemeinde Gilserberg; Zensus 2011 |                                              |                                              |                                              |                                              |

Historische Religionszugehörigkeit
| Quelle: Historisches Ortslexikon |                                                                 |
| • 1861:                          | 65 evangelische (=100 %) Einwohner                              |
| • 1885:                          | 61 evangelische (=100 %) Einwohner                              |
| • 1961:                          | 36 evangelische (= 92,31 %), 3 katholische (= 7,67 %) Einwohner |

Historische  Erwerbstätigkeit
| • 1743: | ein Schmied genannt                                                                                             |
| • 1838  | Familien: 7 Ackerbau, eine Gewerbe, zwei Tagelöhner                                                             |
| • 1961  | Erwerbspersonen: 17 Land- und Forstwirtschaft, eine produzierendes Gewerbe, eine Dienstleistungen und Sonstiges |

## Politik
Für Appenhain besteht ein Ortsbezirk (Gebiete der ehemaligen Gemeinde Appenhain) mit Ortsbeirat und Ortsvorsteher nach der Hessischen Gemeindeordnung.
Der Ortsbeirat besteht aus drei Mitgliedern. Bei den Kommunalwahlen in Hessen 2021 betrug die Wahlbeteiligung zum Ortsbeirat 80,85 %. Alle Kandidaten gehörten der „Freien Wählergemeinschaft Appenhain“ an. Der Ortsbeirat wählte Robert Schwarz zum Ortsvorsteher.